# Heo mọi

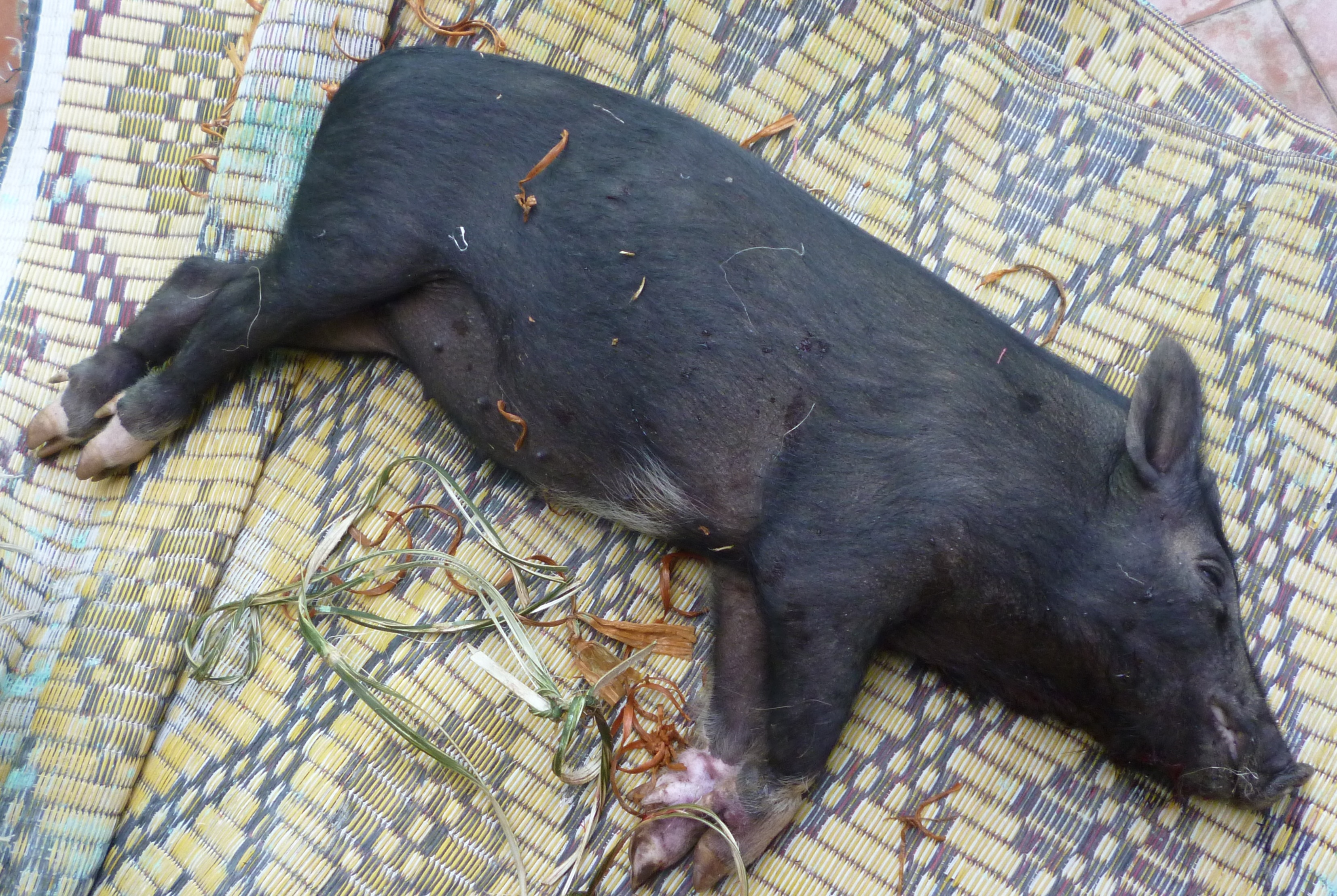
Một con heo mọi

Lợn mọi, heo mọi, lợn đen hay heo đốm hay lợn Mán, lợn lửng, lợn mường là một giống lợn nhỏ con được lai giữa lợn nhà và lợn rừng phát xuất từ miền Bắc và miền Trung Việt Nam. Chúng là một trong những giống lợn nội địa của Việt Nam. Mặc dù nhỏ con nhưng chúng có chất lượng thịt thơm ngon, săn chắc và được ưa chuộng do nguồn gốc của chúng cũng như phương thức nuôi thả vườn. Lợn vốn là đặc sản của các tỉnh vùng đồi núi. Lợn được nuôi thả rông và tự kiếm ăn, chủ yếu ăn cỏ nên khá nhỏ. Thịt lợn mường thơm, mềm, ít mỡ, bì dày, ăn không ngấy

## Đặc điểm
Lợn được nuôi thả, thường chỉ nặng trên dưới 10 kg, lưng cong, bụng ỏng thịt rất săn chắc, rất thông minh và thích sạch sẽ, có thể dùng làm vật nuôi, thú cảnh hoặc làm nguyên liệu cho nhiều món ăn ngon. Ở Na Hang, huyện vùng cao xa nhất của tỉnh Tuyên Quang, giáp Hà Giang, lợn được bà con nông dân nuôi thả, sống trong tự nhiên nên lanh lợi, khỏe mạnh. Lợn đen vùng cao xẻ thịt ra thớ rắn chắc, màu thịt tươi, khi chế biến bì dày, nạc dai, mỡ không ngán, có vị thơm ngon.
Đặc trưng của lợn mán là da dày, đen, nhiều nạc, lớp mỡ mỏng cũng gần giống với đặc trưng của lợn siêu nạc hiện nay. Điểm khác dễ phân biệt là trọng lượng lợn mán nhỏ, chỉ từ 10 – 15 kg/con, lợn càng nhỏ, thịt càng chắc càng thơm ngon. Thịt lợn mán nuôi tự nhiên, không cám tăng trọng, thịt thơm ngon, chúng thuộc giống là loại lợn nhỏ, miếng thịt lại bị cắt vụn, miếng thịt màu đỏ tươi, bì dày màu hanh vàng, nhiều nạc ít mỡ, khác hẳn với thịt lợn nhà. Thịt lợn mán có giá đắt gấp đôi, gấp ba thịt lợn nhà. Giá thịt dao động trong khoảng từ 300.000 – 400.000 đồng/kg tùy từng phần thịt khác nhau.
Lợn mán càng nhỏ thì càng thơm thịt, lợn chỉ khoảng 10–15 kg là ngon nhất, chúng có chân lông ba lỗ, da dày màu đen. Lớp mỡ rất mỏng, thịt đỏ tươi, săn chắc. Những đặc điểm trên hoàn toàn khớp với đặc điểm nhận dạng thịt lợn mán, thịt lợn mán có da khá dày và cứng, lớp mỡ cực ít hoặc không có. Da lợn mán sần sùi, không bóng như da lợn nhà hay lợn lai, thường có ba sợi lông mọc chụm ở một chỗ, lợn mán nuôi cả năm mới được một lứa, muốn mua được lợn “chính tông” thì phải lên tận vùng cao.
Heo mọi vốn là loại lợn thông minh, lại sạch sẽ hơn các loại lợn khác, chúng có thân hình rất bé, nếu nuôi thời gian lâu dài chúng cũng chỉ bằng một chú chó con. Đặc biệt, nếu được huấn luyện thì chúng cũng có thể làm được nhiều trò giống như một chú chó thực thụ. Siêu mẫu Megan Fox có nuôi một chú lợn mọi lốm đốm những chấm đen tới từ Việt Nam mang tên Piggy Smalls.

## Phân loại
Lợn mọi có khoảng bốn loại dựa vào hình dáng tai, mông, đuôi và bụng heo cũng như màu sắc của lợn.
- Loai lợn ở miền Bắc gần khu vực phía Tây sông Hồng, đây là loại phổ thông ở miền Bắc, loại lợn này có khi nặng đến 90 kg nhưng nhỏ con so với lợn nhà, nhất là đầu của lợn thì hầu như màu đen.
- Loại lợn ở thành phố Móng Cái, tỉnh Quảng Ninh gần Cực Bắc sát biên giới với Trung Quốc và Vịnh Bắc Bộ giống lợn này hơi lớn và có rất nhiều lông với màu trắng ở đầu, có những chấm đen rải rác trên lưng.
- Loại lợn ở miền Trung rất nhỏ con khoảng 40 kg.
- Loại lợn Miền Nam, loại này người miền Nam hay gọi là heo mọi có gốc gác với lợn rừng. Chúng cũng nhỏ con khoảng 40 kg, hiện nay người Miền Tây Nam bộ nuôi Lợn này rất nhiều.

## Ẩm thực

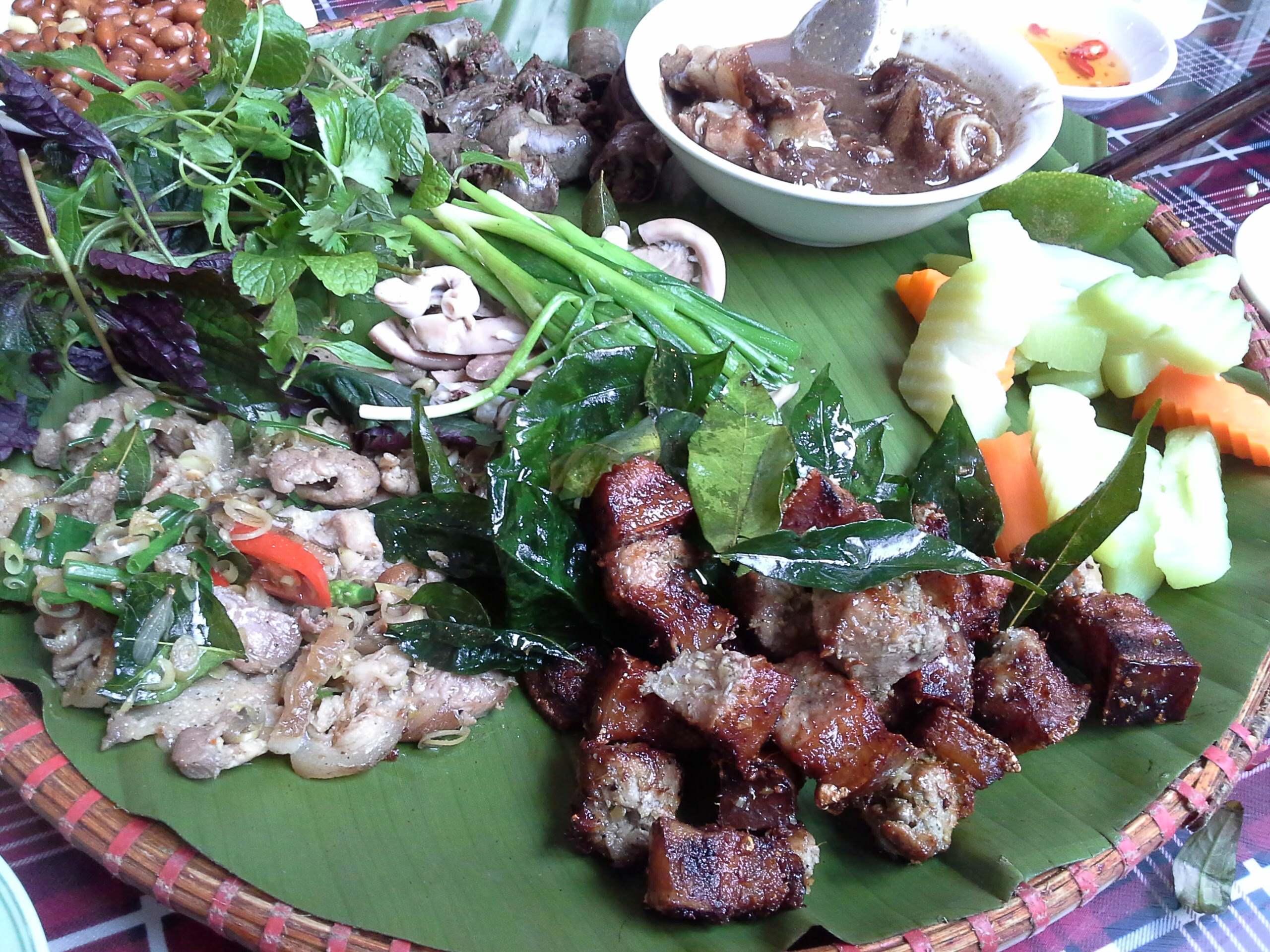
Một mẹt thịt lợn mán bày bàn bao gồm các món chả nướng riềng mẻ, lòng dồi, hấp, xào xả ớt, nấu nhựa mận, ăn kèm với các loại rau củ luộc, rau gia vị, hành tím củ ngâm dấm, và đồ chấm như nước mắm với hạt dổi và ớt, muối vừng, muối ớt

Về giá cả, tại những tụ điểm bán thú cảnh tự phát ở Thành phố Hồ Chí Minh như trên đường Đinh Tiên Hoàng (Bình Thạnh), công viên Tao Đàn, đường Nguyễn Đình Chiểu… đều có bán những con lợn nhỏ, chỉ khoảng 1 – 2 kg, có khoang đen khoang trắng, mình và mõm dài nhìn khá bắt mắt, giá bán từ 190.000 - 250.000 đồng một con. Tuy nhiên, nếu mua tại chuồng chỉ khoảng 100.000 - 150.000 đồng một con.
Lợn mọi là một đặc sản ở Đà Lạt. Nó được chế biến thành nhiều món ngon. Người ta chọn phần sườn, chân lợn để nấu măng chua hay xáo măng. Món này nấu với măng non, thêm sả gừng. Thịt chín vừa chua, cay vừa có hương thơm. Món lợn mọi hấp cách thủy thì bằng thịt nạc của hai đùi sau hấp, xắt mỏng ăn với rau sống, mắm gừng. Làm món lợn giả cầy nướng, người ta dùng lá mơ, củ riềng, sả và rau sống; chấm mắm tôm hay nước chấm đậu nành, đậu phộng tùy thích.
Thịt của lợn mán/lợn mọi cũng là đặc sản được bán tại Hà Nội, nơi các món làm từ thịt này phổ biến có thể gồm món nướng, dồi, luộc/hấp, xào xả ớt, làm giả cầy. Nhiều quán lợn mán mẹt (bày trên mẹt) mọc lên và kinh doanh đặc sản này, thường kèm với các gia vị miền núi phía Bắc như hạt dổi, lá mắc mật.

## Làm giả
Hiện nay, các chủ cơ sở trong nhiều năm qua bán lợn bệnh thành lợn mán đánh lừa người tiêu dùng một phần do lỗ hổng từ quy trình kiểm duyệt của các trạm thú y. khi có nghi vấn chủ cơ sở kinh doanh lợn bệnh thành lợn mán tại khu vực chợ tạm B6 Thành Công, cơ quan chức năng đã tiến hành kiểm tra xử lý. Tuy nhiên, trạm thú y quận Ba Đình chỉ tiến hành kiểm tra bằng cảm quan, không tiến hành lấy mẫu xét nghiệm theo đúng quy trình và ngay sau đó, đã kết luận đây là lợn sạch. Cơ quan chức năng tỉnh Vĩnh Phúc đã tiến hành điều tra và xử lý vi phạm tại một cơ sở giết mổ "phù phép" những con lợn bệnh thành lợn mán ở thị trấn Yên Lạc, Vĩnh Phúc.
Những con lợn gày yếu, nổi nốt đầy người bị giết thịt rồi đem thui rơm vàng óng, được bán với giá của lợn mán khắp các chợ Thủ đô. Các con lợn chỉ khoảng hơn 30 kg đầy nốt mẩn đỏ trên người, gầy yếu không thể di chuyển. 3h sáng sau khi bị chọc tiết những con lợn được lôi ngay ra đống rơm ven đường, dù đã được cạo lông, bôi phẩm màu, nhưng những vết mẩn đỏ vẫn lộ rõ. Sau 3 lần thui rơm, lợn đã vàng óng, và lên đường lên các chợ bán lợn mán ở Thủ đô.